# Гагой
Гагой — ручей в России, протекает по территории Поповпорожского сельского поселения Сегежского района Республики Карелии. Длина ручья — 17 км.
Ручей берёт начало из озера Лебединой Ламбы на высоте выше 107 м над уровнем моря.
Течёт преимущественно в северо-западном направлении по заболоченной местности.
Втекает на высоте 89,5 м над уровнем моря в реку Сегежу, которая, в свою очередь, впадает в Выгозеро.
Населённые пункты на ручье отсутствуют. В верхнем течении пересекает железнодорожную линию Санкт-Петербург — Мурманск.
Код объекта в государственном водном реестре — 02020001212202000006206.